# Bakivți, Luțk
Bakivți (în ucraineană Баківці) este localitatea de reședință a comunei Bakivți din raionul Luțk, regiunea Volînia, Ucraina.

## Demografie
Componența lingvistică a localității Bakivți
     Ucraineană (98,34%)
     Rusă (1,66%)
Conform recensământului din 2001, majoritatea populației localității Bakivți era vorbitoare de ucraineană (98,34%), existând în minoritate și vorbitori de rusă (1,66%).